# Cratere Dixie
Dixie  è un cratere sulla superficie di Marte.